# 修立社
修立社は、1877年（明治10年）11月に設立された日本の結社。

## 概要
その趣意書によれば「天賦の自由を拡充し、人為の権力を抑制し、上は政治を改良し、下は自治の気象を発達せしめ、以て最善至美の社会を構造せん」とするにあった。社員を2部に分かち、15歳以上を正社員、以下を準社員とした。学課規則を設け、社員のほかに広く地方の子弟にも入学を許し、課程を6学級にわかち、毎日4時間の授業を行うなど、大いに勉学を奨励した。
社長は森脇直樹。社員100名。社員に初代高知市長・一圓正興。のちの代議士中野寅次郎らがいる。 社員森田馬太郎は、1882年（明治15年）1月5日の立志社構内政談演説会の演説が忌諱にふれ、日本最初の不敬罪で重禁錮4年・罰金100円という過酷な刑に処せられた。また、社員佐野義一・下村治幾・間直三・大井善友は、獄洋社員吉松寿太郎らと大臣暗殺を企て上阪したが、1886年（明治19年）1月、尻無川で金銭のもつれから高知県人を縊殺、捕縛された。いわゆる「尻無川事件」である。これにより、吉松・佐野は1888年（明治21年）7月死刑、下村・間は無期徒刑、大井らは重禁錮3年に処せられた。